# Еріка Еленяк
Еріка Мая Еленяк (англ. Erika Maya Eleniak; 29 вересня 1969, Глендейл) — американська акторка та модель українського походження. Праправнучка першого українського емігранта в Канаді Василя Єлиняка.

## Біографія
Народилася в Глендейлі, штат Каліфорнія, в сім'ї повіреного і свідка-експерта Дейла Алана Еленяка (нар. 1 квітня 1946 в Едмонтоні) та Айріс Майї Еленяк-Арнолд (нар. 17 листопада 1945).
З боку батька Еріка має українське коріння — її прапрадідом був Василь Єлиняк, один з перших українських поселенців у Канаді. Дядьком по батьківській лінії був актор Едді Керролл. З боку матері в Еріки естонські та німецькі корені. Серед родичів її бабусі по материнській лінії був естонський пастор Рейн Негго.
У 1998 році одружилася з актором Філіппом Гоглією, у 1999 розлучилася. 2005 року вийшла заміж за Роча Дейґла, з яким виховує доньку Індіану (нар. 2006).

## Кар'єра
Вперше на екрані Еріка з'явилася в 12 років у фільмі Стівена Спілберга «E.T.» («Іншопланетянин»), де виконала невелику роль «останнього» плану. Довгий час кар'єра акторки не виходила за рамки телебачення: вона знімалася в телефільмах, отримувала епізодичні ролі в телесеріалах, протягом року знімалась в серіалі «Проблеми Чарльза».
У 1989 році Еленяк стала дівчиною місяця журналу «Playboy». Незабаром отримала одну з головних ролей в телесеріалі «Рятувальники Малібу». Пропрацювавши на знімальному майданчику серіалу 3 роки, а також знявшись у телефільмах за мотивами «Рятівників», Еленьяк покинула серіал, щоб побудувати кар'єру в кіноіндустрії.
Попри виконання головних ролей нарівні з такими ідолами кіно, як Стівен Сігал у фільмі «В облозі», її надії на успіх не виправдались. Після провалу фільму Денніса Гоппера «Chasers» (1994) та фільму «A Pyromaniac's Love Story» (1995), Еріка Еленьяк стала зніматись у фільмах категорії «B» та телефільмах. У 1998 році повернулась у велике кіно, зігравши в бойовику «Проєкт 'Пандора'» (1998).

## Визнання та нагороди
- 1989 — Playboy Playmate у липні 1989 року.

## Фільмографія
| Рік       |    | Українська назва                                           | Оригінальна назва                   | Роль                    |
| --------- | -- | ---------------------------------------------------------- | ----------------------------------- | ----------------------- |
| 1982      | ф  | Іншопланетянин                                             | E.T.: The Extra-Terrestrial         | дівчинка                |
| 1987      | с  | Срібні ложки                                               | Silver Spoons                       | Саманта                 |
| 1987      | с  | Усе ще Бівер                                               | Still the Beaver                    | Лінн                    |
| 1988      | ф  | Пропащий янгол                                             | Broken Angel                        | Джеймі Кобурн           |
| 1988      | ф  | Крапля                                                     | The Blob                            | Вікторія «Вікі» де Сото |
| 1988—1989 | с  | Проблеми Чарльза                                           | Charles in Charge                   | Стефані Кертіс          |
| 1989—1992 | с  | Рятівники Малібу                                           | Baywatch                            | Шауні Макклейн          |
| 1990      | ф  | Донька вулиць                                              | Daughter of the Streets             | Дженніфер               |
| 1990      | с  | Повний дім                                                 | Full House                          | Керрі Фаулер            |
| 1992      | ф  | В облозі                                                   | Under Siege                         | Джордан Тейт            |
| 1993      | ф  | Селюки в Беверлі-Хіллз                                     | The Beverly Hillbillies             | Еллі Мей Клемпетт       |
| 1994      | ф  | Конвоїри                                                   | Chasers                             | Тоні Джонсон            |
| 1995      | вг |                                                            | Panic in the Park                   | Джені/Джемі             |
| 1995      | ф  | Дівчина в кадилаку                                         | Girl in the Cadillac                | Аманда "Менді" Бейкер   |
| 1995      | ф  | Любовна історія піроманьяка                                | A Pyromaniac's Love Story           | Стефані Поттс           |
| 1996      | ф  | Кривавий бордель                                           | Bordello of Blood                   | Кетрін Вердо            |
| 1997      | ф  | Термічний вбивця                                           | Ed McBain's 87th Precinct: Heatwave | детектив Айлін Берк     |
| 1998      | ф  | Полонянка                                                  | Captive                             | Саманта Хоффман         |
| 1998      | с  | Південний Бруклін                                          | Brooklyn South                      | офіцер Крістін Беннон   |
| 1998      | ф  | Одного спекотного дня                                      | One Hot Summer Night                | Келлі Мур Брукс         |
| 1998      | ф  | Проект Пандора                                             | The Pandora Project                 | Венді Лейн              |
| 1998      | ф  | Гра без правил                                             | Charades                            | Моніка                  |
| 1999      | с  | Острів фантазій                                            | Fantasy Island                      | Сібіл Хаммонд           |
| 1999      | ф  | Винищувач                                                  | Stealth Fighter                     | Ерін Мітчелл            |
| 1999      | ф  | Останній круїз                                             | Final Voyage                        | Глорія Франклін         |
| 1999      | ф  | Паніка в Нью-Йорку                                         | Aftershock: Earthquake in New York  | Джилліан Парнелл        |
| 2000      | ф  | Опонент                                                    | The Opponent                        | Петті                   |
| 2001      | ф  | Вегас - місто мрії                                         | Vegas, City of Dreams               | Кетрін Гарретт          |
| 2001      | ф  |                                                            | Snowbound                           | Барбара Тейт            |
| 2002      | ф  | Секунда до смерті                                          | Second to Die                       | Сара Морган             |
| 2002      | ф  | Розпечене різдво                                           | Christmas Rush                      | Кетрін Морган           |
| 2002      | ф  | Таємниці Мері Хіггінс Кларк: Він бачить тебе, коли ти спиш | He Sees You When You're Sleeping    | Енні Кемпбелл           |
| 2002      | ф  | Апокаліпсис                                                | Shakedown                           | Джулі Хейз              |
| 2003      | ф  | Зрада                                                      | Betrayal                            | Емілі Шоу               |
| 2003      | ф  | Бойова бригада                                             | The Librarians                      | Сенді Міллер            |
| 2004      | ф  | Перезавантаження пам'яті                                   | Brilliant                           | Ріккі Сміт              |
| 2004      | ф  | Небезпечні уроки                                           | Fatal Lessons: The Good Teacher     | Вікторія Пейдж          |
| 2004      | ф  | Дракула 3000                                               | Dracula 3000                        | Аврора Еш               |
| 2005      | ф  | Конвой під прицілом                                        | Caught in the Headlights            | Кейт Паркер             |
| 2005      | ф  | Фатальна зустріч                                           | Fatal Reunion                       | Джессіка Хартлі Лендерс |
| 2006      | ф  | Абсолютний нуль                                            | Absolute Zero                       | Брін                    |
| 2010      | ф  | Змінюючи руки                                              | Changing Hands                      | жінка у парку           |
| 2010      | с  | C.S.I.: Місце злочину Маямі                                | CSI: Miami                          | Клер Петерсон           |
| 2010      | с  | Відчайдушні домогосподарки                                 | Desperate Housewives                | Барбара Фінн            |
| 2012      | ф  |                                                            | Meant to Be                         | Лінда                   |
| 2013      | ф  |                                                            | Night at the Carriage House         |                         |